# Carolinenpatrijsduif
De carolinenpatrijsduif (Pampusana kubaryi synoniem Alopecoenas kubaryi) is een vogel uit de familie van de duiven van het geslacht Pampusana. De wetenschappelijke naam van de soort werd als Phlegoenas Kubaryi in 1880 gepubliceerd door Otto Finsch en vernoemd naar John Stanislaw Kubary die de vogels verzamelde. Het is een door habitatverlies kwetsbaar geworden soort duif die alleen voorkomt op de Carolinen-eilanden.

## Kenmerken
De vogel is 28 cm lang. Het is een middelgrote duif met een korte staart. De volwassen duif is merendeels zwart van voren en paars tot scharlakenrood op de rug en de schouders. De kop en borst zijn wit, de kruin is zwart en dit zwart loopt door over de rug. Onvolwassen vogels zijn roestbruin.

## Verspreiding en leefgebied
Deze soort is  endemisch op de Carolineneilanden  Chuuk en Pohnpei. De leefgebieden van deze vogel liggen versnipperd op diverse plaatsen met struikgewas, bij voorkeur met waroeboom (Hibiscus tiliaceus) maar ook in mangrovebos, bosrijk agrarisch landschap of op kleine onbewoonde eilandjes in de archipel.

## Status
De carolinenpatrijsduif heeft een beperkt verspreidingsgebied en daardoor is de kans op uitsterven aanwezig. De grootte van de populatie werd in 2016 door BirdLife International geschat op 250 tot duizend volwassen individuen. De populatie-aantallen nemen af door jacht en door habitatverlies. Het leefgebied wordt aangetast door ontbossing, waarbij natuurlijk bos plaats maakt voor agrarisch gebruikt land. Om deze redenen staat deze soort als bedreigd op de Rode Lijst van de IUCN.